# Карнаухівська селищна рада
Карнаухівська селищна рада — орган місцевого самоврядування у складі Південного району міста Кам'янського Дніпропетровської області, що існував до 16 грудня 2019 року. Адміністративний центр — селище міського типу Карнаухівка.

## Загальні відомості
- Населення ради: 6469 осіб (станом на 2001 рік)

На 30-ій позачерговій сесії Карнаухівської селищної ради VII скликання було ухвалено рішення №189-30/VII від 16 грудня 2019 року «Про припинення Карнаухівської селищної ради шляхом її приєднанням до Кам’янської міської ради».
Тож з кінця грудня 2019 року Карнаухівська селищна рада як юридична особа, її виконавчий комітет, голова Карнаухівської селищної ради та депутати припинили свою діяльність та були ліквідовані.
Натомість Кам'янська міська рада на черговій сесії 24 грудня 2019 року утворила на території селища Карнаухівка старостинський округ і призначила на посаду в.о. старости -  Тетяну Фріске, яка раніше здійснювала повноваження Карнаухівського селищного голови.

## Населені пункти
Селищній раді були підпорядковані населені пункти:
- смт Карнаухівка
- сел. Світле

## Склад ради
Рада складалася з 30 депутатів та голови.
- Голова ради: Фріске Тетяна Василівна
- Секретар ради: Бабій Анатолій Іванович

### Керівний склад попередніх скликань
| ПІБ                           | Основні відомості                                                                    | Дата обрання | Дата звільнення |
| ----------------------------- | ------------------------------------------------------------------------------------ | ------------ | --------------- |
| Мазалов Станіслав Миколайович | Селищний голова, 1956 року народження, безпартійний                                  | 26.03.2006   | 31.10.2010      |
| Фріске Тетяна Василівна       | Селищний голова, 1959 року народження, освіта незакінчена вища, член Партії регіонів | 31.10.2010   |                 |

Примітка: таблиця складена за даними джерела

### Депутати
За результатами місцевих виборів 2010 року депутатами ради стали:

#### За суб'єктами висування
| Суб'єкт висування | Кількість обраних депутатів | %    |
| ----------------- | --------------------------- | ---- |
| Партія регіонів   | 17                          | 56,7 |
| Народна Партія    | 7                           | 23,3 |
| Самовисування     | 6                           | 20   |

#### За округами
| № округу        | Прізвище, ім'я, по батькові     | Дата визнання обраним | Освіта                    | Партійна приналежність                        | Відомості про обраного депутата                                             |
| --------------- | ------------------------------- | --------------------- | ------------------------- | --------------------------------------------- | --------------------------------------------------------------------------- |
| Народна Партія  |                                 |                       |                           |                                               |                                                                             |
| 7               | Папаіка Ганна Романівна         | 04.11.2010            | Освіта середня спеціальна | позапартійна                                  | дошкільний навчальний заклад № 42, завідувачка                              |
| 9               | Біла Лариса Сергіївна           | 04.11.2010            | Освіта середня            | член Народної партії                          | дошкільний навчальний заклад № 42, кухар                                    |
| 12              | Полежаєва Наталія Іванівна      | 04.11.2010            | Освіта вища               | позапартійна                                  | ДФ ВАТ «Укртелеком», інженер                                                |
| 16              | Ковальов Роман Володимирович    | 04.11.2010            | Освіта вища               | член Народної партії                          | ТОВ «Строй комплект», регіональний менеджер                                 |
| 19              | Мазалов Олександр Станіславович | 04.11.2010            | Освіта вища               | позапартійний                                 | ПП «Мазалова», керуючий справами                                            |
| 20              | Полідва Юлія Леонідівна         | 15.11.2010            | Освіта середня спеціальна | член Народної партії                          | ПП «Полідва», приватний підприємець                                         |
| 26              | Крюкова Людмила Миколаївна      | 26.09.2011            | Освіта середня спеціальна | член Народної партії                          | пенсіонер                                                                   |
| Партія регіонів |                                 |                       |                           |                                               |                                                                             |
| 1               | Бабій Анатолій Іванович         | 04.11.2010            | Освіта вища               | член Партії регіонів                          | тимчасово не працює                                                         |
| 2               | Маляренко Олександр Іванович    | 04.11.2010            | Освіта середня спеціальна | член Партії регіонів                          | КП «Теплоенерго Дніпропетровської міської ради»                             |
| 4               | Шпачінська Наталія Євгенівна    | 15.11.2010            | Освіта вища               | член Партії регіонів                          | СШ № 38, вчитель                                                            |
| 5               | Проша Микола Андрійович         | 04.03.2013            | Освіта вища               | член Партії регіонів                          | КВП ДМР «Міськводоканал», генеральний директор                              |
| 6               | Наришкін Сергій Олександрович   | 04.11.2010            | Освіта вища               | член Партії регіонів                          | ТОВ «Салана Транспортсервис», виконавчий директор                           |
| 11              | Синій Олександр Олексійович     | 04.11.2010            | Освіта середня            | член Партії регіонів                          | ТОВ «Автомодус», менеджер по продажу                                        |
| 13              | Ігнатенко Ніна Іванівна         | 04.11.2010            | Освіта середня            | член Партії регіонів                          | дошкільний навчальний заклад № 227 «Дніпряночка», машиніст з прання білизни |
| 14              | Мірзоєв Яшар Гусейн Огли        | 04.11.2010            | Освіта вища               | член Партії регіонів                          | ДП «Дніпропетровський метрополітен», електрик                               |
| 17              | Плахотник Тетяна Володимирівна  | 04.11.2010            | Освіта вища               | член Партії регіонів                          | СШ № 38, вчитель                                                            |
| 21              | Фортуна В'ячеслав Іванович      | 04.11.2010            | Освіта вища               | член Партії регіонів                          | комунальне підприємство «Міськводоканал», майстер дільниці                  |
| 22              | Бабіч Олександр Сергійович      | 04.11.2010            | Освіта вища               | член Партії регіонів                          | ВАТ «Дніпроважмаш», ведучій інженер                                         |
| 23              | Павлов Олег Миколайович         | 04.11.2010            | Освіта вища               | член Партії регіонів                          | ТОВ «Нафтова Компанія Партнер», майстер АЗС                                 |
| 24              | Ясюк Володимир Антонович        | 04.11.2010            | Освіта вища               | член Партії регіонів                          | ВАТ «ДніпрАзот», начальник автоколони № 1                                   |
| 27              | Чорноморець Валентина Іванівна  | 04.11.2010            | Освіта середня спеціальна | член Партії регіонів                          | станція Карнаухівка, чергова стрілочного поста                              |
| 28              | Якименко Алла Володимирівна     | 04.03.2013            | Освіта вища               | член Партії регіонів                          | ДМБКЛ № 4, медична сестра                                                   |
| 29              | Карпенко Світлана Вікторівна    | 04.11.2010            | Освіта середня спеціальна | член Партії регіонів                          | місце роботи — 4-а міська лікарня, медсестра                                |
| 30              | Білий Геннадій Миколайович      | 04.11.2010            | Освіта середня спеціальна | член Партії регіонів                          | Кам'янська міська станція швидкої медичної допомоги, водій                  |
| Самовисування   |                                 |                       |                           |                                               |                                                                             |
| 3               | Прищепа Ольга Володимирівна     | 04.11.2010            | Освіта вища               | позапартійна                                  | СШ № 38, вчитель                                                            |
| 8               | Шевченко Юлія Олександрівна     | 04.11.2010            | Освіта вища               | позапартійна                                  | ПП «Шевченко Ю. О.»                                                         |
| 10              | Бікетова Лариса Василівна       | 04.11.2010            | Освіта середня            | позапартійна                                  | пенсіонер                                                                   |
| 15              | Єрьоменко Вікторія Вікторівна   | 04.11.2010            | Освіта вища               | член Всеукраїнського об'єднання «Батьківщина» | СШ № 38, педагог — організатор                                              |
| 18              | Каюк Григорій Григорович        | 04.11.2010            | Освіта середня            | позапартійний                                 | ВАТ «ДніпроАзот», водій                                                     |
| 25              | Стремоух Наталія Тарасівна      | 04.11.2010            | Освіта середня спеціальна | позапартійна                                  | Кам'янська дитяча лікарня, медсестра                                        |